# Jesús María Alkain Martikorena
Jesús María Alkain Martikorena (Sant Sebastià, 27 de gener de 1922 - 1 de juliol de 2001) va ser un economista i polític basc. Militant del Partit Nacionalista Basc, fou el primer alcalde escollit democràticament després del franquisme a la ciutat de Sant Sebastià, ocupant el càrrec durant la primera legislatura (1979-1983).

## Biografia
Treballà com a professor adjunt de l'Escola de Comerç de Sant Sebastià des de 1942, i el 1955 es graduà en comerç a la Facultat d'Estudis Superiors (avui Facultat de Ciències Econòmiques i Empresarials de la Universitat del País Basc). El 1952 ingressà a l' Instituto de Censores Jurados de Cuentas i el 1956 al Colegio Nacional de doctores y licenciados en ciencias económicas y comerciales.
En produir-se les primeres eleccions democràtiques en 1979, Alkain era gerent de Pakea, una mútua d'accidents de treball i president del Gipuzko Buru Batzar, el màxim òrgan territorial del PNB en Guipúscoa. Va encapçalar les llistes del Partit Nacionalista Basc a l'alcaldia de Sant Sebastià. La seva candidatura va ser la més votada, obtenint nou regidors. No obstant això, en la votació per triar alcalde, es va produir un empat a nou vots amb el candidat d'Herri Batasuna, que havia obtingut també nou vots (els seus sis regidors més els tres d'Euskadiko Ezkerra). D'acord amb la legislació, en cas d'empat, es nomenaria al candidat de la llista més votada, per la qual cosa Alkain va prendre possessió el 20 d'abril de 1979. El 1983 va deixar l'alcaldia i fou elegit diputat per Guipúscoa a les eleccions al Parlament Basc de 1984 i 1986. De 1987 a 1991 formà part del Consell Social de la Universitat del País Basc en representació del Parlament Basc i ha estat membre de l'Eusko Ikaskuntza.